# Ataq
Pour les articles ayant des titres homophones, voir Atac, Attac et Atak.
Ataq (en arabe : عتق), Al Ataq ou Attaq, est une petite ville du Yémen du sud-est, capitale du gouvernorat de Shabwah.

## Géographie
Ataq se trouve à environ 458 km au sud est de Sanaa. Son altitude est d'environ 1 146 m (de 1120 à 1 190 mètres). Sa population est de 37 315 habitants, au recensement de 2004.
Elle est desservie par son propre aéroport, au nord de la ville.